# Burbáguena
Burbáguena est une commune d’Espagne, dans la Comarque du Jiloca, province de Teruel, communauté autonome d'Aragon.

## Histoire
La maison de Burbáguena (casa de Burbagana) faisait partie des possessions de l'ordre du Saint Rédempteur (es) qui furent absorbées par l'ordre du Temple en 1196 mais les templiers ne prennent possession de la ville et du château qu'à partir de 1212 lorsque le seigneur des lieux, Pedro Sesé, est contraint de le leur donner en gage à la suite d'un prêt contracté auprès de ces mêmes templiers. Les templiers n'étaient pas le seul ordre religieux présent à Burbáguena puisque l'on voit en 1208 Pierre II d'Aragon confirmer à l'abbaye de Morimond une donation faite par doña Catalana, abbesse de Casbas (es) aux cisterciens de Morimond en France,. La même année, cette même abbesse rachète la part de la villa et du castrum de Burbáguena qui appartenait à un seigneur nommé Blasco Pérez.
En 1226, Jacques Ier roi d'Aragon se rendit dans la maison des templiers de Burbáguena pour y rencontrer le seigneur Pedro de Ahonés (es), un des chefs de la ligue opposée à la monarchie Aragonaise (Ricos Homes). Ce dernier fut tué alors qu'il s'enfuyait. En 1250, il semblerait que les Templiers n'aient pas conservé Burbáguena puisque le roi d'Aragon vend la ville et le château à la communauté de Daroca.